# 유사고고학
유사고고학(擬似考古學, pseudoarcheology)는 고고학 학계의 테두리 바깥에서의 과거에 대한 해석을 의미하며, 해당 분야에서 인정되는 과학적이고 분석적인 방법을 부정하는 것이 전형적인 특징이다. 이들 의사과학적인 해석은 고고학적인 자료를 사용하여 고고학의 주류와는 근본적으로 다른, 과거에 대한 이론을 구성한다.
유사고고학 이론은 다양하며, 많은 경우 학계에서 전개된 과거에 대한 해석과 부조화를 이룬다. 이들 중에는 선사 시대나 고대 사회가 외계인의 도움을 받았다는 생각을 중심으로 하기도 하는데, 《신들의 전차》(1968)의 저자인 에리히 폰 데니켄이 널리 알려져 있다. 또 다른 일부는 아틀란티스와 같이 이른 시기에 기술적으로 매우 발달된 고대 사회가 있다고 생각하는데, 《신의 지문》(1995)을 저술한 그레이엄 행콕이 널리 알려져 있다.

## 같이 보기
- 유사역사학
- 역사수정주의
- 성서고고학